# 中筋川ダム
中筋川ダム（なかすじがわダム）は、高知県宿毛市平田町黒川地先、一級河川四万十川一次支流の中筋川にある国土交通省直轄ダム多目的ダム。

## 概要
設計洪水量が1,160トンと非常に大きな値となるため、当初設計でデフレクターを有するとともに提導流壁高も6メートルから11メートルと非常に大きなものとして計画されていたため、拡張レア工法の有する層状施工という特徴をそのまま堤体形状に反映させ、下流面をステップ状にすることで、単調になりがちなダムの景観性の向上をも狙いとし、当初から「中筋川ダム下流面計上検討委員会」を組織し、識者と実務者をそろえ。景観にも配慮する設計とした。この結果、土木学会デザイン賞2001優秀賞受賞。ただしデザイン賞選考時から、汚れが目立っていたという。

## 蛍湖
中筋川ダム貯水池は「蛍湖」という名で、湖畔の河川敷には蛍湖ゴルフパーク（全9コースのショートコース）がある。